# Sultanat zianide
1235–1556
Entités précédentes :
- Almohades

Entités suivantes :
- Régence d'Alger
- Présides d'Espagne (Oran et Mers el-Kébir)

Le sultanat zianide (en arabe : السلطنة الزيانية, as-Salṭana az-Ziyaniya, en berbère: ⵜⴰⴳⵍⴷⴰ ⵏ ⵉⵣⵢⴰⵏⴻⵏ, Tagelda n Izyanen) ou royaume de Tlemcen (en arabe : مملكة تلمسان, Mamlakat Tilimsan, en berbère : ⵜⴰⴳⵍⴷⴰ ⵏ ⵜⵉⵍⵉⵎⵙⴰⵏ, Tagelda n Tilimsan) est un sultanat berbère,, établi sur le Maghreb central, après la disparition du califat almohade en 1236. Il est gouverné par les sultans de la dynastie zianide également appelés Abdelwadides qui règnent depuis Tlemcen sur le Maghreb central (actuelle Algérie), hormis entre 1437 et 1461 où ils le font depuis Alger et Ténès.
Tlemcen était une plaque tournante du commerce transsaharien selon un axe nord-sud reliant Oran, sur la côte méditerranéenne, à l'ouest du Soudan. Le royaume, en raison de sa position centrale au Maghreb, est pris en étau entre les royaumes mérinide et hafside. Il tombe à plusieurs reprises sous la domination de leurs rivaux mérinides, qui occupent Tlemcen sans pouvoir s’y établir durablement au XIVe siècle. Il tombe également sous la suzeraineté hafside à la fin du XVe siècle. Les Zianides réussissent malgré cela à fonder un État prospère et indépendant. Sous leur règne, le Maghreb central forme une entité bien distincte des Mérinides à l'Ouest et des Hafsides à l'Est. Par sa position médiane, ses souverains berbérophones, et les traditions nomades zénètes conservée par ces derniers, le sultanat zianide formait un monde à part, le « véritable monde africain », selon Henri Dufroucq, comparativement à ses voisins dont la culture se rapprochait plus de l'Espagne ou la Sicile.
L'autorité des Zianides ne s'exerce plus sur Alger au début du XVIe siècle qui prend de l'importance au Maghreb central au détriment de Tlemcen. Au début du XVIe siècle, le sultan zianide reconnaît la suzeraineté espagnole dans un contexte où les royaumes du Maghreb sont de plus en plus morcelés. Cette décision controversée sera le déclenchement d'une lutte entre prétendants appuyé soit par les Espagnols soit pas les Barberousses qui font entrer un temps le royaume dans l'orbite du sultanat d'Alger dès 1518 avant son annexion définitive en 1554 par ce dernier devenu la régence d'Alger sous tutelle ottomane.

## Origine
Les Banu Zïane sont une tribu berbère zénète,,, originaire des Aurès. Selon Ibn Khaldoun, ils sont des Zénètes de la seconde génération tout comme les Banu Tugin et les Banu Rached notamment. Plus précisément les Banu Zïane sont un clan de la tribu zénète des Beni Abd-el-Wad ou Abd el-Wâdides, eux-mêmes une subdivision de la tribu Ouacine ayant migré depuis les Aurès et possèdent donc un lien de parenté avec leurs rivaux Mérinides. On parle d'ailleurs souvent de dynastie Abd el-Wâdide à propos des Zianides.
D’origine nomade, ils étaient refoulés au XIe siècle par les hilaliens jusqu’aux confins du Maghreb al-Aqsa (actuel Maroc), ils s’allient à Abd al-Mumin qui les installe dans la partie occidentale de l’Oranie, ils se comportaient en tant que vassaux des Almohades.
Le Maghreb central apparait comme une puissance bien individualisé entre l'Ifriqiya et le Maghreb al-aqsa. L'historien Dufroucq décrit la vision européenne du Maghreb central : « c'était la terre maghrébine la plus authentique, alors que le Maroc était une sorte de prolongement de l'Espagne, et l'Ifrikiya, dans une certaine mesure, une région sœur de la Sicile, le sultanat zyanide formait un monde à part, le véritable monde africain. ». Les Zianides restent très marqués par leurs traditions nomades, ils recrutent des troupes zénètes ou hilaliennes pour monter leur makhzen. Lors des offensives des Hafsides et des Mérinides, ils parviennent toujours, grâce à leur itinérance, à retourner les alliances et reconquérir l'ensemble de leurs États, même quand leur capitale est occupée. Yaghmoracen est lui-même parfaitement berbérophone, alors que la règle et l'usage est déjà à l'arabisation des élites dans les autres parties du Maghreb. Une de ses phrases en berbère « Yessen Rabi » : « Dieu le sait » est passée à la postérité, marquant sa modestie et son refus de voir son nom gravé sur un minaret en association avec une lignée arabe ou chérifienne comme il était d'usage chez les généralogistes des souverains de l'époque.

## Histoire

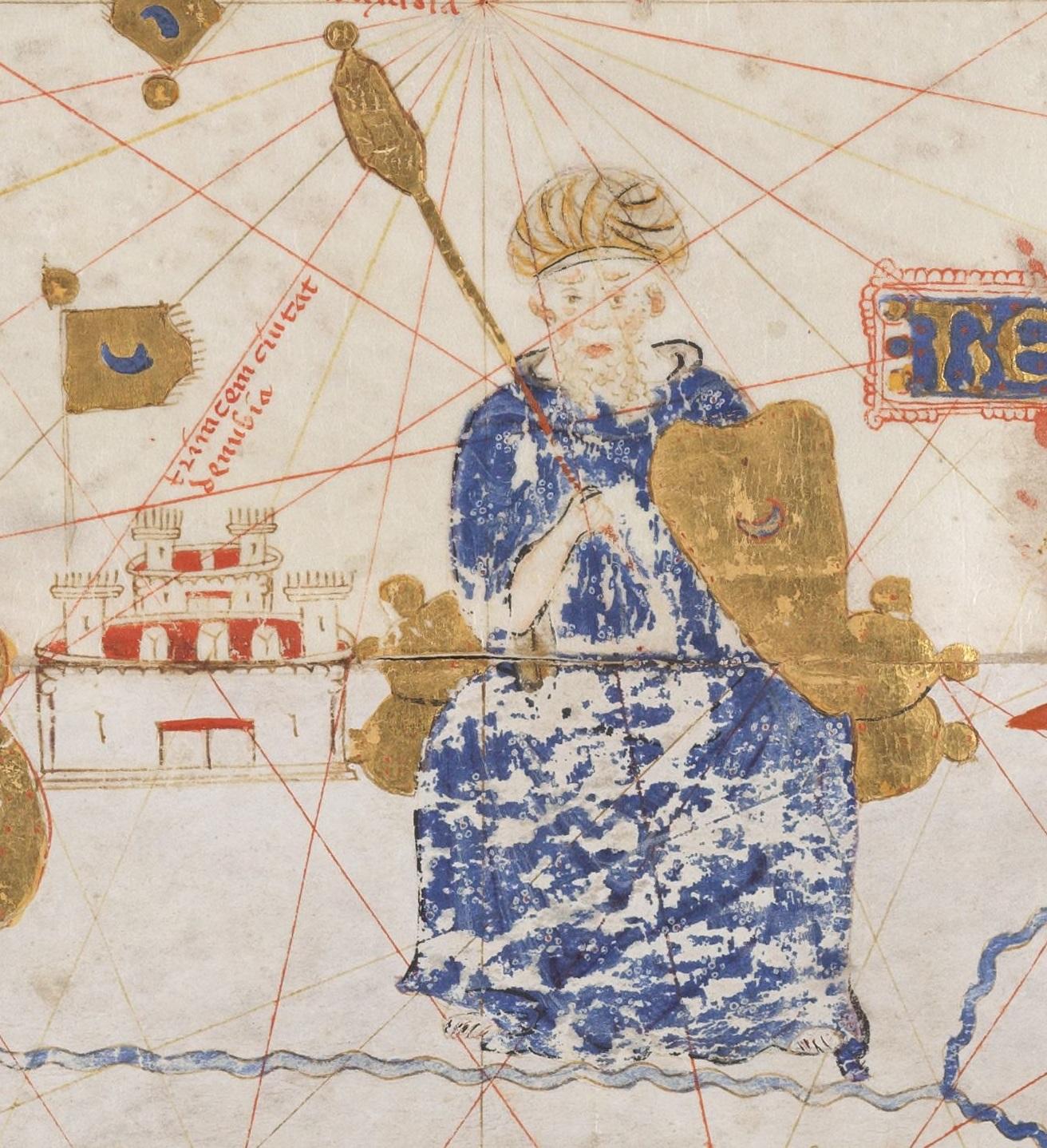
Probable portrait d'un sultan zianide et à gauche, drapeau zianide, sur le portulan de Mecia de Viladestes (cartographie majorquine), 1413

Lors du déclin des Almohades, le gouverneur de l’Ifriqiya proclame son indépendance en 1236, après avoir rompu avec Marrakech dès 1229. Au Maghreb central, l’un des chefs des Abdelwâdides (ou Zianides), est investi par le calife almohade comme gouverneur de Tlemcen en 1227. En 1236, le pouvoir tribal échoit aux mains de Yaghmoracen Ibn Ziane. Dès 1240, il cesse de reconnaître le califat almohade et se pare du titre d’émir des musulmans. Yaghmoracen affronte les Almohades qui désirent récupérer Tlemcen et résiste aux ambitions de ses voisins Hafsides. Yaghmoracen était aimé par la population. Son armée se composait d'archers kurdes et chrétiens : il est fait mention d'un corps de 2 000 lanciers chrétiens, probablement une milice espagnole. Les Zianides n'imposeront pas une doctrine quelconque, mais la population imposera le malikisme. Ils participent au développement de la ville de Tlemcen, ils construiront des palais, des bibliothèques, des écoles, des foundouks, ils créent aussi de beaux jardins et de grands parcs et font de grands travaux d'irrigation. Les sciences et les arts se sont développés pendant leur règne.
La capitale zianide eut à résister plusieurs fois aux assauts mérinides. Sous le règne du sultan zianide Abou Saïd Othman, elle eut à se défendre contre un siège qui dura huit années (du 6 mai 1299 au 13 mai 1307). Ibn Khaldoun rapporte : « Malgré cela, ils ont persévéré dans leur résistance. Oh ! combien ils ont été admirables de persévérance, d'abnégation, de courage et de noblesse ! »
Débarrassé du péril mérinide, Abou Zeyan s'attacha à remettre de l'ordre dans son royaume. Il razzia les tribus berbères de l'Est qui avaient appuyé les Mérinides et chassa les Arabes du Sersou. À la mort d'Abou Zeyan, les ruines accumulées par l'attaque d'Abou Yaacoub étaient loin d'être relevées. Son frère Abou Hammou Moussa Ier s'employa à réparer les remparts, creuser des fossés, accumuler des réserves dans ses silos et remplir les caisses du trésor. Toutes ces mesures tendaient à mettre la ville à l'abri d'un nouveau siège. Il réussit à maintenir les Mérinides au-delà d'Oujda, reprit la politique d'expansion dans la vallée du Chélif et poussa jusqu'à Béjaïa et Constantine. Il périt assassiné à l'instigation de son fils (1318).

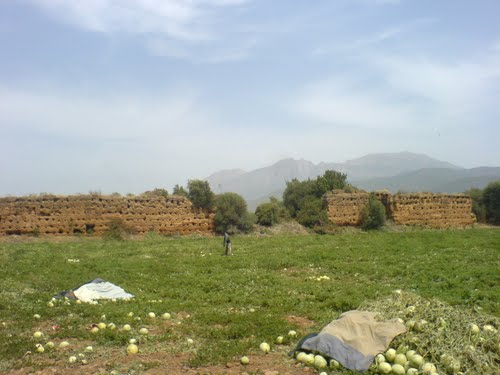
Citadelle de Temzezdekt à El Kseur, bâtie lors du grand siège de Béjaïa par les Zianides.

Sous Abû Tâshfîn, les Zianides vont tenter de déloger les Hafsides avec l'aide des tribus arabes Solaïm et des Dawawida issues des Banu Hilal. Le calife hafside ne se sauva de ces attaques qu'en suscitant une contre-intervention des Mérinides sur Tlemcen ; au cours de la lutte, il avait été quatre fois chassé de sa capitale. La protection des Mérinides et le ralliement du principal chef arabe des Beni Solaïm, le cheikh Hamza as-Sulaymi, lui permirent de reconquérir son royaume, province par province.
Abû Tâshfîn entreprend les sièges de Béjaïa et de Constantine, puis fonde dans la vallée de la Soummam une place forte, Temzezdekt, près de Béjaïa. Mais le souverain hafside Abou Bekr réussit à obtenir l'intervention des Mérinides. Une attaque simultanée sur les deux flancs réduisit Abû Tâshfîn à la défensive. Sa situation était d'autant plus grave que les tribus des Sowaïd et des Beni Yaacoub avaient abandonné la cause zianide. Tlemcen subit à nouveau, un siège de près de deux années et fut prise d'assaut par le sultan de Fès, Abou-l-Hassan. Le sultan, trois de ses fils et son général en chef tombèrent les armes à la main (1337).
Sous le règne de Abû Hammû II (1359-1389), monarque cultivé, né et élevé en al-Andalus, le pouvoir zianide se renforce. Mais par la suite, la dynastie se maintient difficilement, elle résiste aux tentatives d’expansion des Marinides et des Hafsides au XVe siècle, sans parvenir à établir un pouvoir central fort, triomphant sur les querelles tribales internes.
En 1512, le souverain zianide Abou Hammou Moussa accepte d’être le vassal du roi d’Espagne, ce qui provoque l'hostilité de la population qui appelle à son secours Arudj Barberousse.
En 1518, Abou Hammou, sultan zianide, règne sur Tlemcen, tout en reconnaissant la suzeraineté espagnole et leur procurant le ravitaillement nécessaire à la place d'Oran, ce qui provoque le mécontentement des habitants de Tlemcen qui appelèrent au secours Arudj Barberousse, « sultan d'Alger », renommé pour ses succès contre les Espagnols pour les libérer, Arudj Barberousse, avec l'aide de 5 000 Berbères, combat les Espagnols à Tlemcen, sous le commandement de Dom Martin d'Argote, mais est défait après 6 mois de farouche résistance, les Espagnols rétablissent l’ancien sultan Abou Hammou sur le trône,. Ces derniers s'emparent de la Kalaa des Beni Rached et tuent Ishaq, un frère d'Aroudj. En 1550, un nouveau sultan zianide est renversé, il se réfugie auprès des Espagnols d’Oran. Tlemcen est prise définitivement en 1554 par Salah Rais,, ce qui marque la fin de la dynastie zianide et l'annexion de ses possessions,.

## Territoire

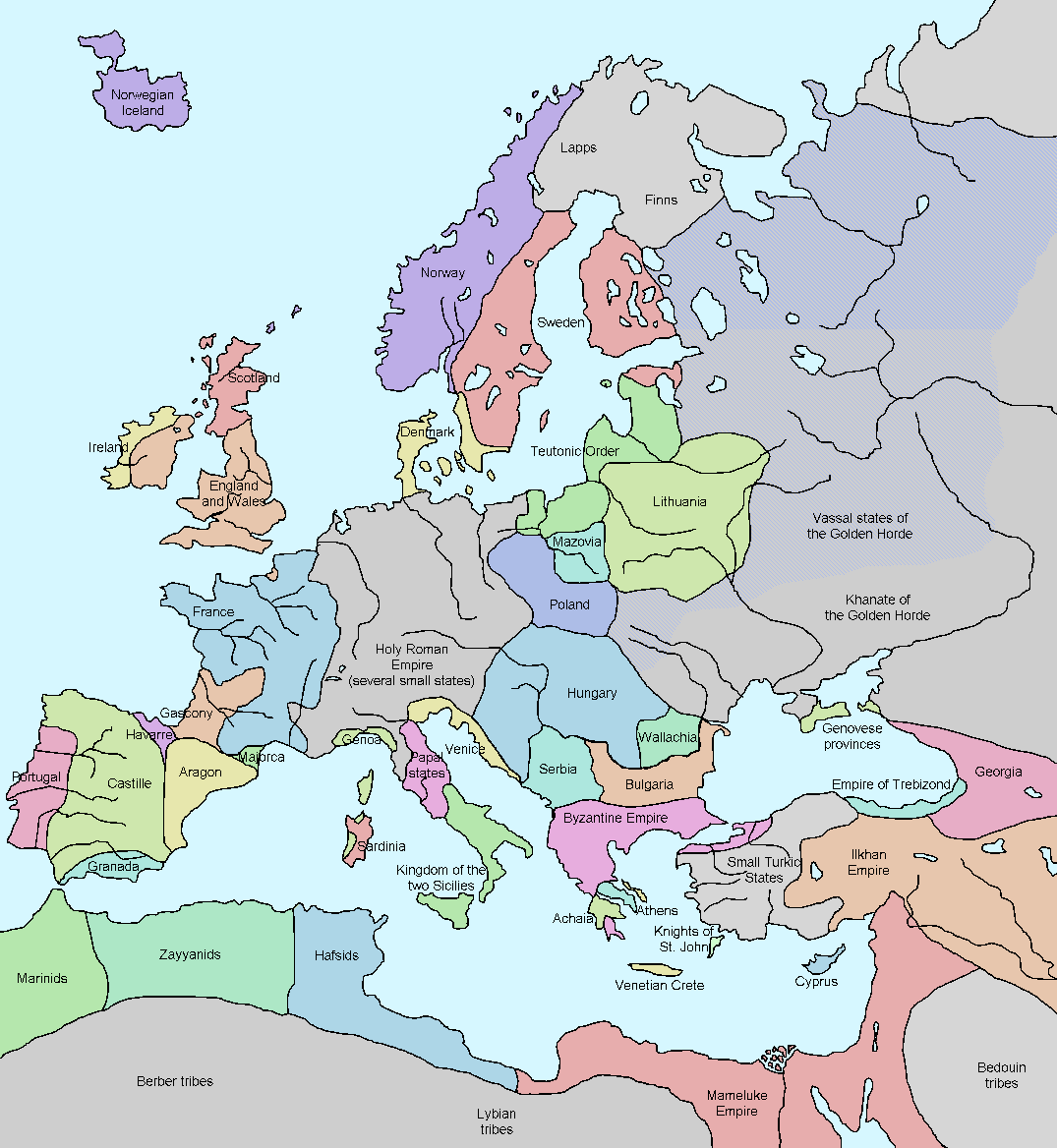
Carte des États méditerranéens au XIVe siècle parmi lesquels le royaume zianide.

La dynastie zianide dominait la moitié occidentale de l'Algérie actuelle, alors que la dynastie hafside dominait la moitié orientale. Les limites entre les aires zianide et hafside suivent une ligne courant de l'ouest du Béjaïa au Hodna et au Zab, même si à l'ouest de cette ligne, les tribus vivent en quasi-autonomie et à l'est, les Zianides tentent d'élargir leur influence. Au sud, la sultanat s'est étendue aux environs d'Ouargla, de Ghardaïa et du Touat.
Ayant une capitale proche de la zone frontière qui les sépare du domaine mérinide, les Zianides se lancent prioritairement à la conquête des territoires situés à l’est de leur capitale, considérés comme une zone tampon précédant l'entrée dans le royaume hafside. Les deux premiers souverains abdelwadides s’attachent alors à s’approprier ces nouveaux territoires, mettant en place une gestion familiale du pouvoir au niveau local.
Après la conquête de Médéa en 1289, l’État zianide s’étendait depuis à la Moulouya à l’Ouest jusqu'à la Soummam à l'Est. Après la levée du siège de Tlemcen en 1307, les limites orientales du royaume se stabilisent progressivement. Le souverain y envoie ses représentants, qui ne sont plus des membres de sa famille mais des clients. Un projet de changement de capitale est même, un temps, envisagé en raison de la position décentrée de Tlemcen par rapport à l’espace zianide et de sa vulnérabilité face aux attaques mérinides.
Mais l’unité du royaume était fragilisée par la révoltes tribales et les menaces de ses deux voisins. Ainsi, les Mérinides occupent Tlemcen de 1337 à 1348, de 1352 à 1359 et sans pouvoir s’y établir durablement, la réoccupent périodiquement notamment en 1360 et 1370. Les trois États maghrébins : Hafsides, Zianides et Mérinides, étaient fluctuants et rivalisent pour établir leur emprise sur tout le Maghreb.
Yaghmoracen Ibn Ziane avaient nommés les membres de sa famille, gouverneurs dans les principales villes du Sultanat : Oujda, Nédroma, Oran, Mazouna, Ténès, Miliana, Médéa, Alger et Dellys. Yahya Ibn Khaldoun  mentionne, pour l’année 1365, la nomination des gouverneurs par le sultan abdelwadide : « envoya aux provinces (Kuwar) de son pays leurs caïds » tout en donnant les noms de ces caïds et leurs lieux d’affectation : Beni Rached, Mindàs et Ouarsenis, Chelif, Médéa, Tadlys et Oujda.

## Splendeur et déclin
À l'apogée de la dynastie, leur capitale Tlemcen avait atteint le plus haut degré de prospérité, sa population était d'environ 125 000 habitants, elle était décorée de monuments publics et importants, elle était un foyer de lumière selon les historiens les plus renommés. Les sultans zianides aimaient la science, l'art et les lettres. Ils avaient une cour nombreuse et brillante, une armée disciplinée et aguerrie, la ville de Tlemcen était aussi considérée comme l'une des villes le mieux policées et les plus civilisées au monde.
Les souverains zianides étaient connus pour la bonne administration de l’époque, ainsi que de la clairvoyance politique et surtout de leur esprit de tolérance. Leur capitale Tlemcen était d'ailleurs la seule ville de l’occident musulman où les juifs ont élu domicile au cœur même de la cité. Contrairement à ce qui est admis dans les autres cités du Maghreb, le sultan Zianide a permis à la communauté juive de construire des temples. L’un des derniers rois de Grenade Abou Abdîl finira ses jours à Tlemcen en 1494.

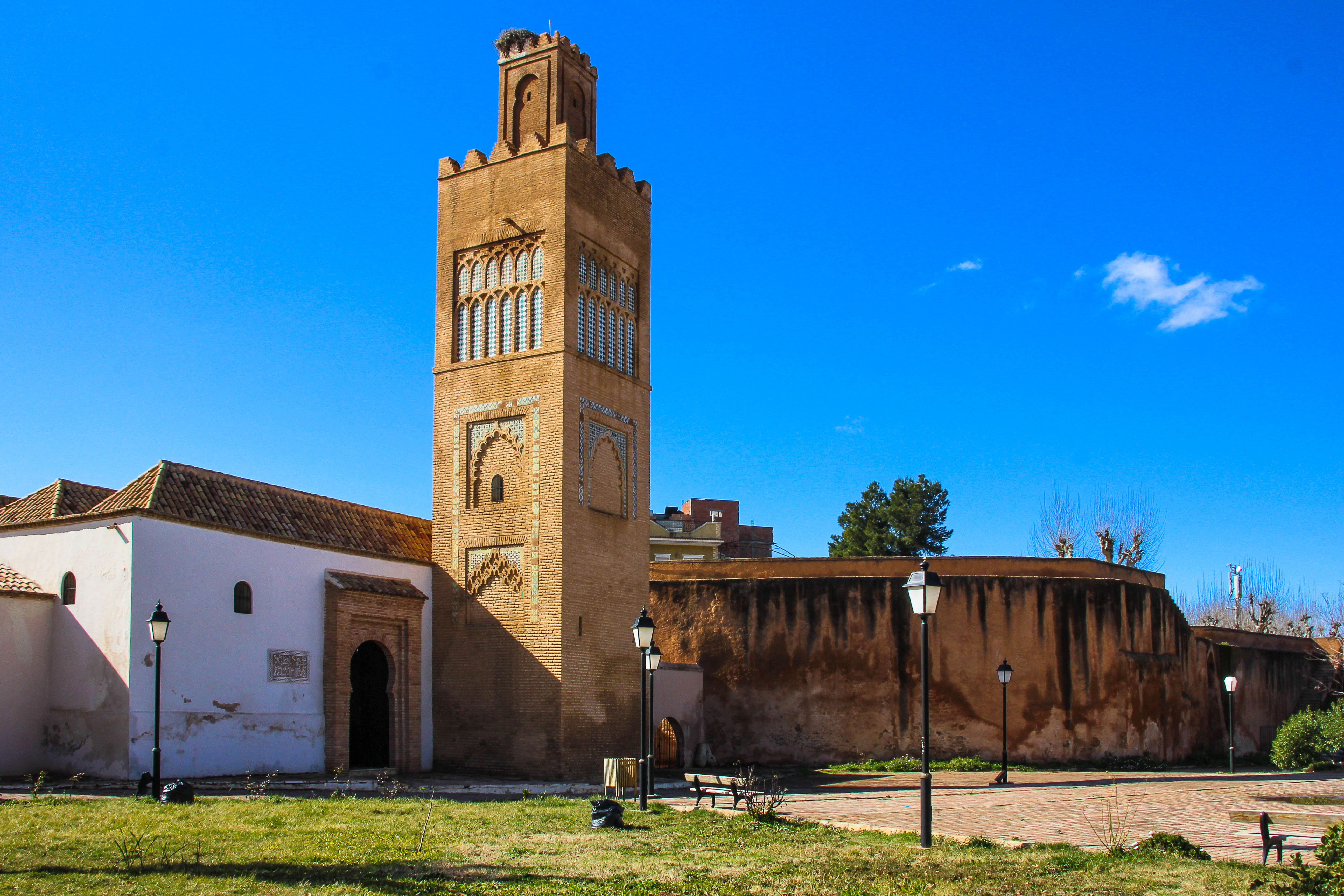
La Mosquée du Mechouar, construite par le sultan zianide Abou Hammou Moussa Ier.

Charles Brosselard cite les Zianides : « Ils laissèrent une trace brillante de leur passage, se distinguant par leur esprit d'entreprise, leur bravoure chevaleresque dans les combats, une politique habile et tolérante, et par la protection aussi généreuse qu'éclairée qu'ils accordaient au commerce, aux sciences, aux arts et aux lettres. Quelque chose de considérable nous frappe à leur égard, c'est qu'ils poursuivent avec une invincible opiniâtreté la réalisation d'un grand dessein qui consistait à organiser un État autonome dans des limites géographiques bien définies ». Il a également défini Tlemcen comme « une des villes les mieux policées et les plus civilisées du monde ».
À partir du milieu du XVe siècle, le Maghreb connait une décadence, le royaume zianide se fragmente et s’affaiblit par les querelles familiales, les émirs installés à Oran et Ténès luttent contre les souverains de Tlemcen, les ports forment des petites républiques : Alger, Dellys, etc., dans les Hauts plateaux, les confédérations tribales sont indépendantes de tout pouvoir central. Au niveau socio-économique, la citadinité recule et l’agriculture connait une régression.
Après la chute de Grenade en 1492, les puissances ibériques (Espagne et Portugal), se renforcent économiquement et militairement. En 1501, les Portugais tentent une décente à Mers el-Kébir mais sont mis en déroute. Les Espagnols s’emparent de plusieurs ports du littoral et obligent les villes de Ténès, Mostaganem et Cherchell de payer tribut, Alger livra l'île qui contrôlait son port. Les populations sont mécontentes de leurs chefs incapables de les défendre. Des mouvements soufis émergent et leurs chefs deviennent de plus en plus influents. Au début du XVIe siècle, l'activité commerciale qui avait vivifié la capitale du Maghreb Central pendant plusieurs siècles décline. La modification du commerce maritime européen, la conquête d’Oran par les Espagnols, les difficultés internes engendrent l’essoufflement de la dynastie zianide.

### Dissidences
Certains prétendants zianides vont tenter de reconstituer le pouvoir à leur profit, à partir d'autres centres que Tlemcen. En 1437, le prétendant Abou Zeyan Mohammed, petit fils du sultan Abou Thabet, réfugié à Tunis part vers Alger. En chemin il recrute une armée composée de Berbères et d'Arabes et met le siège devant Alger dont il s'empare. Il continue ses conquêtes à la Mitidja, Ténès, Miliana, Médéa et se fait proclamer sultan sous le nom de El Mostaïn b'Illah. Une révolte d'Algériens le met à mort en 1438 et son fils El-Moutawakil, devient sultan et fixe la même année sa résidence à Ténès. En 1461 El-Moutawakil reunira finalement l'ensemble du domaine zianide en prenant Tlemcen et en exilant le sultan Abou-l'Abbas-Ahmed qui tenait la ville. El-Moutawakil se reinstalle finalement à Tlemcen.

## Économie

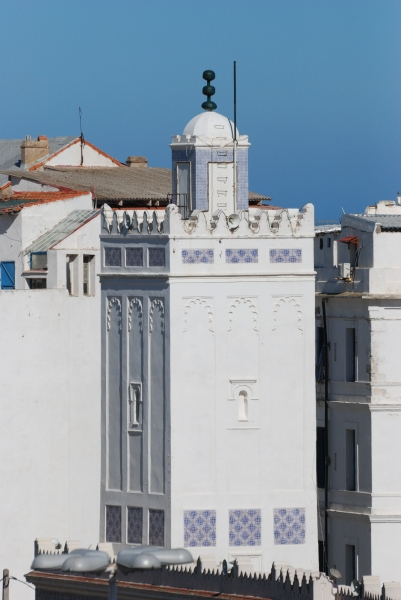
Minaret de la Grande Mosquée d'Alger, construit par le sultan Zianide Abû Tâshfîn (le minaret a perdu une grande partie de sa conception originale).

Située au croisement de deux grandes routes de négoce et d’échange est-ouest et nord-sud, la capitale zianide possédait depuis la plus haute antiquité trois ports actifs et réputés : Rachgoun, Honaïne et Oran. Les commerçants de Tlemcen avaient la réputation d’être « pécunieux, opulents en possessions, hommes justes, ayant en singulière recommandation la loyauté et l’honnêteté de leurs affaires et prenant merveilleusement grand plaisir à tenir la cité garnie », écrivait, au début du XVIe siècle, Léon l'Africain. Le trafic saharien a connu un renouveau grâce à l'amitié entre les Zianides et les Maaqil du Tafilalet. Elle recevait du Soudan et du Niger: ivoires, esclaves, poudres d'or, cuirs et dattes du Tafilalet et de la Mauritanie.
Le Sultanat disposait de plusieurs ports : Honaine, Oran, Mostaganem, Ténès, Brechk, Cherchell, Alger et Tedellis, fréquentés dans le cadre du commerce méditerranéen. Tlemcen entretenait des rapports suivis avec les ports chrétiens de la Méditerranée, notamment Pise, Gênes, Florence et Venise en Italie, Barcelone sur les côtes de la Catalogne ainsi que l'Aragonais, enfin la Provence avec Marseille.
Les marchands européens achetaient des grains, de la laine, de la cire, des peaux, de l’huile, des fruits secs, des plumes d’autruche, des épices, du corail, etc. Ils vendaient, en retour, des draps, de la toile, du fer et de l’argent, de la quincaillerie, de la mercerie, etc. Il existait 3 000 boutiques et environ 2 000 marchands chrétiens et des négociants et banquiers juifs.
Au départ, les rapports se situaient au niveau des marchands zianides et européens ; mais bientôt, l’importance de ces échanges et leur volume s’accrurent au point que les gouvernants jugèrent, sinon utile, du moins prudent de réglementer ces relations. Dès lors, des conventions diplomatiques furent conclues pour fixer les garanties entre les parties. Les premiers accords commerciaux ratifiés furent ceux qui lièrent le royaume zianide à la république de Pise dès 1230, puis en 1265. Avec sa rivale, Gênes, la maritime furent paraphés des protocoles en 1236 et en 1251, avec Venise en 1251 et en 1252.
Même aux heures de crise, Tlemcen ne cessa d'être fréquentée par les négociants, qui s'y approvisionnaient de produits du Soudan, c'était une place de transit pour les marchandises africaines et européennes, qui se débitaient dans le vieux quartier de la Qaïçariya. Au début du XVIe siècle, Léon l'Africain insistait sur la loyauté renommée des commerçants de la capitale zianide.
Les Zianides ont des échanges divers avec Al-Andalus (Espagne musulmane) et apportent aides militaires contre la Reconquista. Les Nasrides signent des traités de paix et des alliances avec les souverains Zianides, ils deviennent alors alliés contre la Couronne d'Aragon et leurs concurrents Mérinides.
Tlemcen est alors aussi une ville d’industrie, réputée pour le travail des artisans, désormais foyer d’une brillante civilisation et centre de consommation pour une aristocratie raffinée, qui va causer sa décadence. Les activités artisanales occupent de nombreux habitants des villes et des bourgades. Parmi les productions mentionnées, le tissage est une activité essentielle. Léon l'Africain évoque ainsi les artisans de Nedroma qui fabriquent des toiles de coton, les tisserands de Honaïne, d’Oran, de Mostaganem, de Breshk, de Miliana et de Mazouna
Le royaume possède sa propre monnaie, le « Dinar zianide OR (4,61g) », frappé à Tlemcen sous le règne du sultan Abdel Rahman Abou Tachfine Ier 1318-1337. Dans tout le royaume des Zianides, c'est seulement à Tlemcen, la capitale, que la monnaie est frappée. Du fait de son expérience, la famille Beni Mellah (en arabe بني ملاّح), originaire de Cordoue, est chargée de la production de la monnaie, symbole de puissance et d'indépendance. Les successeurs de Yaghmoracen Ibn Ziane confient toujours cette tâche à la même famille : faire fondre de l'or et l'argent puis, après les avoir précieusement mesurés et pesés, les verser dans des moules spéciaux pour en faire des dinars d'or ou des dirhams d'argent. Le dinar zianide est même un temps la monnaie d’or pesant le plus lourd de tout le Maghreb. La prospérité de Tlemcen est alors une des raisons des convoitises hafsides et mérinides.

## Culture

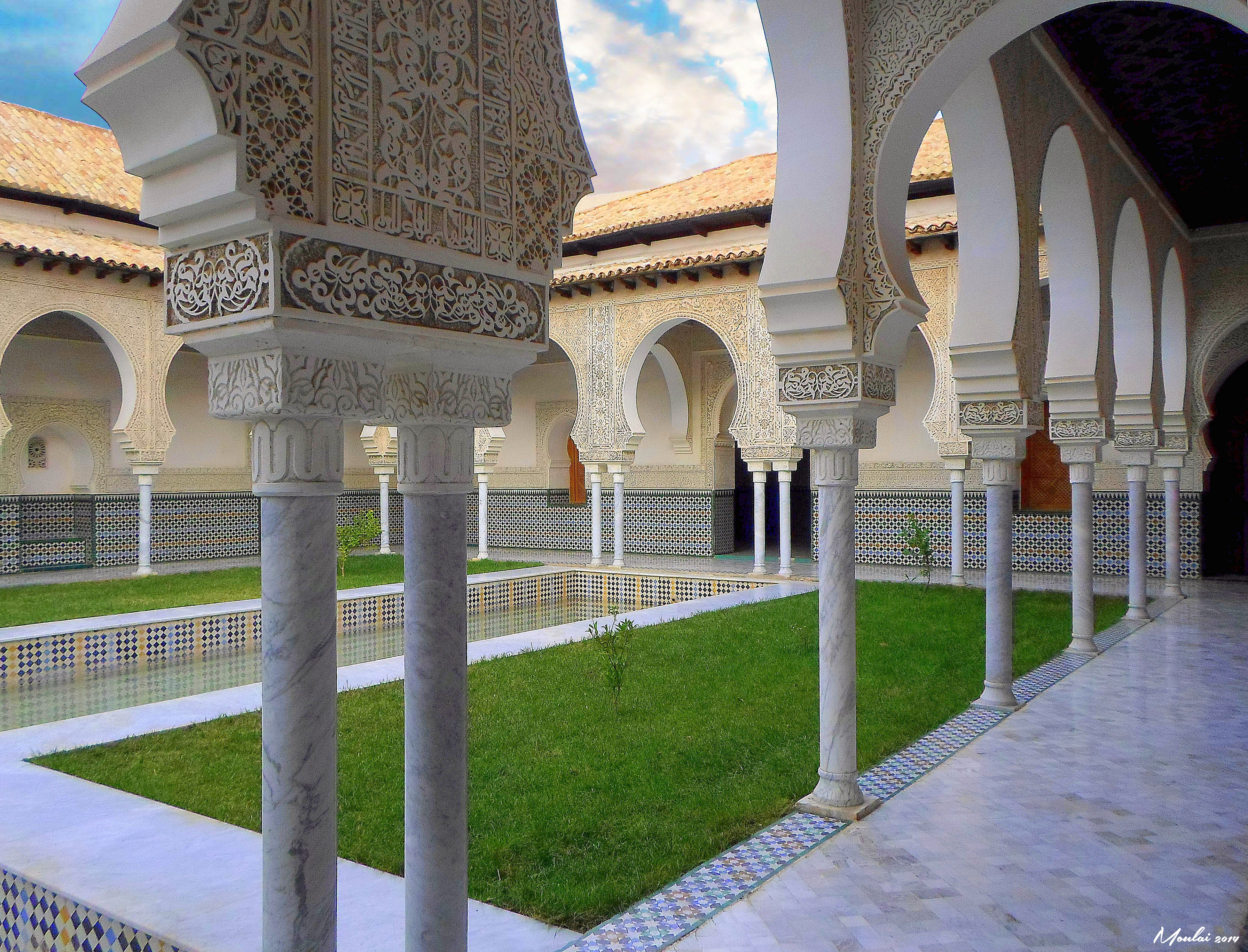
Intérieur du Palais El Mechouar, à Tlemcen.

Plusieurs princes zianides aiment s'entourer de savants et d'artistes, Tlemcen a la réputation d'une cité intellectuelle. Charles-André Julien cite : « On y cultiva avec succès, assurait Ibn Khaldoun, qui l'avait longtemps habitée, les sciences et les arts ; on y vit naître des savants et des hommes illustres, dont la réputation s'étendit aux autres pays. ». Ses poètes se complaisaient aux louanges classiques, habiles et maniérées, des souverains. Sa société est décrite par Georges Marçais comme « polie, dévote et cultivée ». Tlemcen est toute pénétrée de ce mysticime oriental qui va triompher, en réaction contre l'invasion étrangère.

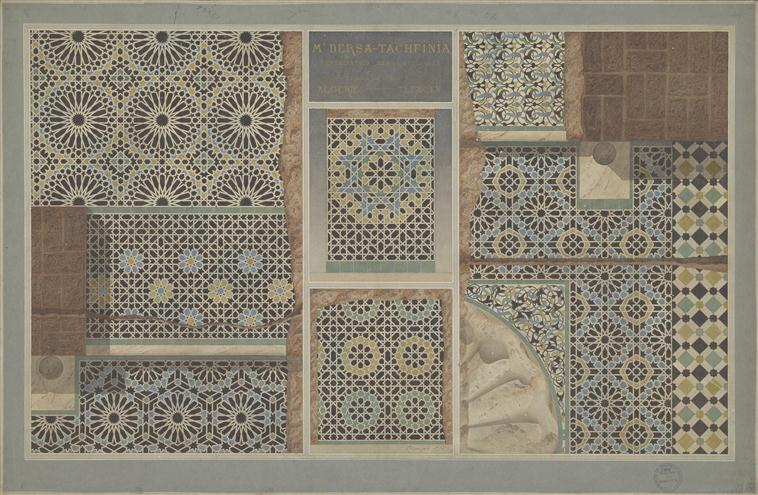
Zellige de Médersa Tachfinia à Tlemcen, datant du XIVe siècle.

Tlemcen est également une ville religieuse et un centre d'études musulmanes, attirant des pèlerins et comptant cinq collèges et médersas et des écoles pour fonctionnaires, théologiens, juristes, administrateurs et sociologues dont celle d’El-Eubad. On y compte de nombreux juristes célèbres notammnet les membres de la famille al-Uqbānī, qui y occupent de hautes fonctions : cadi ou grand cadi, prédicateur, imam ou professeur de madrasa.
À cette période, une tendance d’orthodoxie se propageait dans les medersas où s’enseigne une nouvelle école malékite fidèle aux enseignements du passé. Elle est largement influencée par la fraction andalouse du pouvoir politique.
Le soufisme se développe, avec le culte des walîs et autres chorfas.
On commence à célébrer la fête du mawlid. C'est dans cette atmosphère inspirée que se développe l'école musicale gharnati. Sous Abou Hammou Moussa II, un monarque cultivé, la vie de la Cour y est la plus brillante. Il organise des réceptions fastueuses et fait de la célébration de la nuit du mawlid une fête solennelle, avec joutes poétiques emphatiques.
L'avènement de la dynastie zianide, propulse les costumes de la classe dominante vers un degré de luxe encore plus élevé. A Tlemcen, entre le XIIIe siècle et le XVe siècle, des tisserands, tailleurs, brodeurs et bijoutiers, produisaient des soieries, des laines et des bijoux, parmi les plus recherchés du Maghreb.
La chéchia pointue et la robe-tunique en soie au plastron chargé de broderies, appelée aabaya (l’ancêtre de la blousa actuelle), représentent les principales nouveautés de l’époque. L'insertion des pantalons portés sous la aabaya date également de cette période. Enfin, le haïk se greffe au costume de sortie d’une portion plus importante de la société féminine. Grâce à sa finesse extraordinaire, il s’exporte bien au-delà des frontières du royaume, aussi bien en Tunisie et en Égypte qu'au Proche-Orient.

## Patrimoine

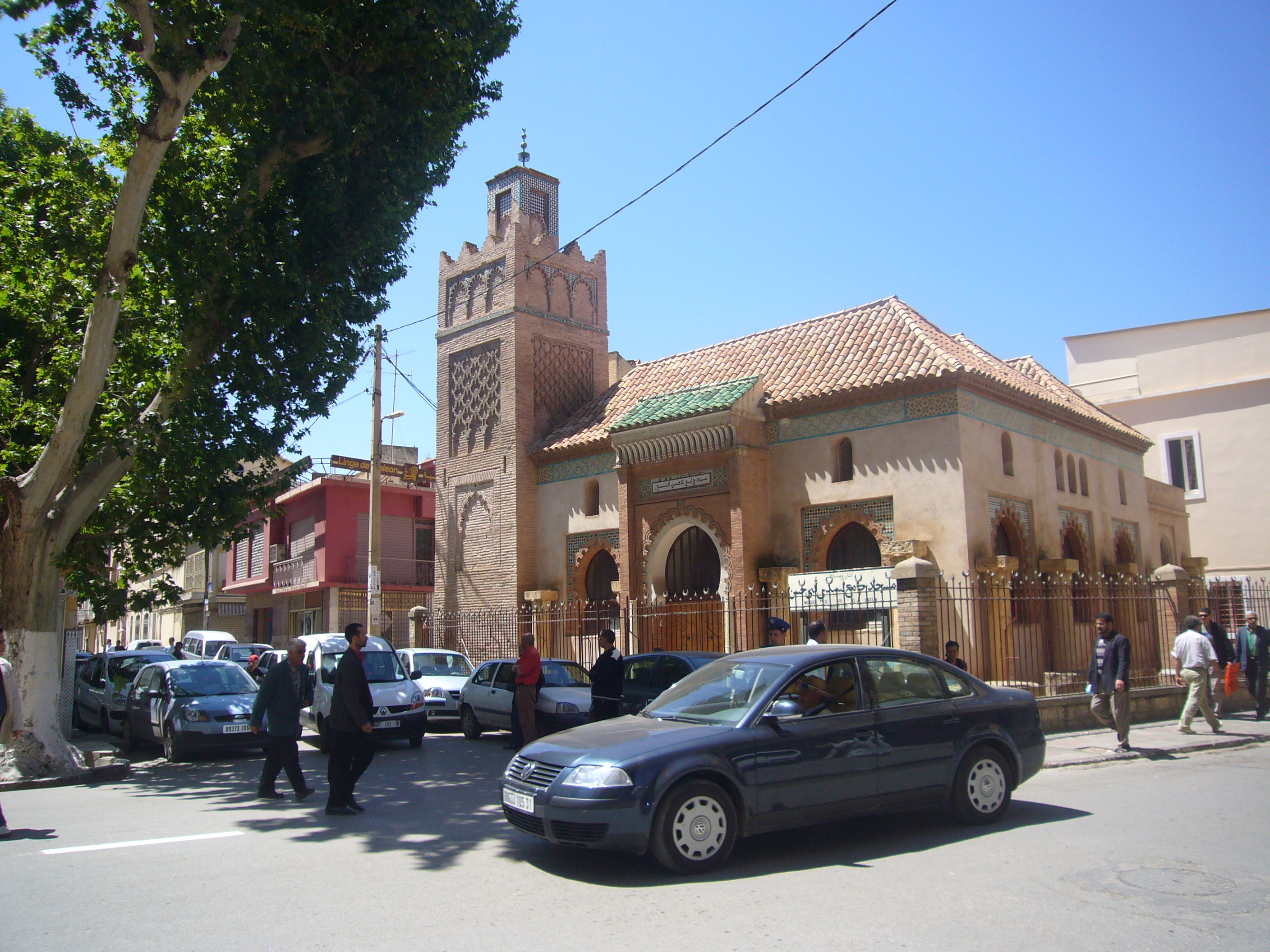
Mosquée de Sidi Bellahsen

La dynastie zianide est connue pour son habileté dans les domaines de l’architecture et de l’art à travers les différents vestiges laissés. Le patrimoine zianide se situe principalement dans la capitale Tlemcen. Plusieurs oratoires sont édifiés notamment à proximité de mausolées de saints personnages comme la mosquée Sidi Abû l-Hasan fondée en 1296, la mosquée d’Awlâd al-Imâm fondée en 1310 et la mosquée Sidi Ibrâhîm. S'ils construisent peu de nouvelles mosquées, ils apportent l’entretien, la restauration et l’agrandissement d’édifices préexistants. Ainsi, plusieurs mosquées du territoire Zianides sont dotées de minarets, comme la grande Mosquée de Tlemcen, d’Agadir et celle d'Alger, construite durant le règne d'Abû Tâshfîn. Le minaret d’Agadir est considéré comme le commencement de l'art décoratif architectural des Zianides.
Yaghmoracen Ibn Ziane fait effectuer des rénovations de la mosquée bâtie par Idrîs Ier en 790, il construit le minaret de 127 marches et d'une hauteur de 25 m et il fait également construire le palais El Mechouar, résidence officiels des princes zianides, comportant leurs habitations, leur mosquée et des magasins. Il fait agrandir la grande mosquée de Tlemcen, avec ajout de la coupole centrale.

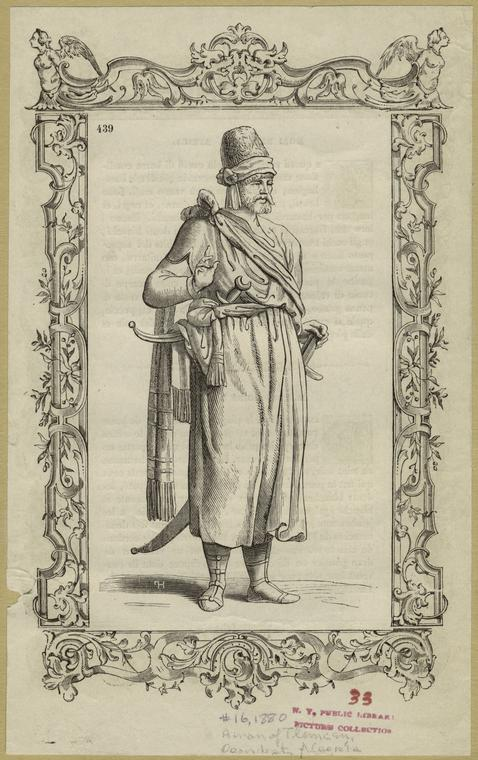
Un homme de Tlemcen.

La fin du XIIIe siècle et le début du XIVe siècle voient l'érection de deux autres mosquées Tlemcénienne : Sidi Bel Hasan et Ulad al-Imam, petites l'une et l'autre, mais dont la première compte comme une des œuvres la plus séduisante que l'époque Zianide nous ait laissées. Dans le bois sacré de Sîdî Ya‘qûb, à l’est de la ville, des qoubbas sont édifiées. En outre des édifices utilitaires profanes comme la qayçariyya (marché couvert) sont construits.
Cinq médersas sont édifiées à Tlemcen à partir du règne d’Abou Hammou Moussa Ier, qui fait construire la médersa Yaqûbiyya, ainsi que la mosquée voisine de Sîdî Ibrâhîm al-Masmûdî. La réalisation de ces médersas correspond au rejet de la doctrine almohade, hérésiarque par sa conviction mahdiste et au retour à l’orthodoxie malikite. Plusieurs de ces édifices vont être reconvertis, ou simplement tomber en ruines, ou sêtre démolis au XIXe siècle par les Français, comme la Médersa Tachfinia, construite en 1320 et détruite en 1873.
D'après Ibn Khaldoun, le Coran réunit dans un manuscrit par Othman ibn Affan a été récupéré par les Zianides, devenant partie de leur butin de guerre. Le Coran en question aurait été sauvegardé par Abderrahmen, fondateur des Omeyades en Espagne, puis les Almoravides le retrouvent en Espagne. Le livre se retrouve aux mains des Almohades lorsqu'ils détrônent les Almoravides. Le manuscrit est conservé chez les Mérinides de Fès jusqu'en 1336, lorsqu'ils sont attaqués par les Zianides de Tlemcen.

## Religion

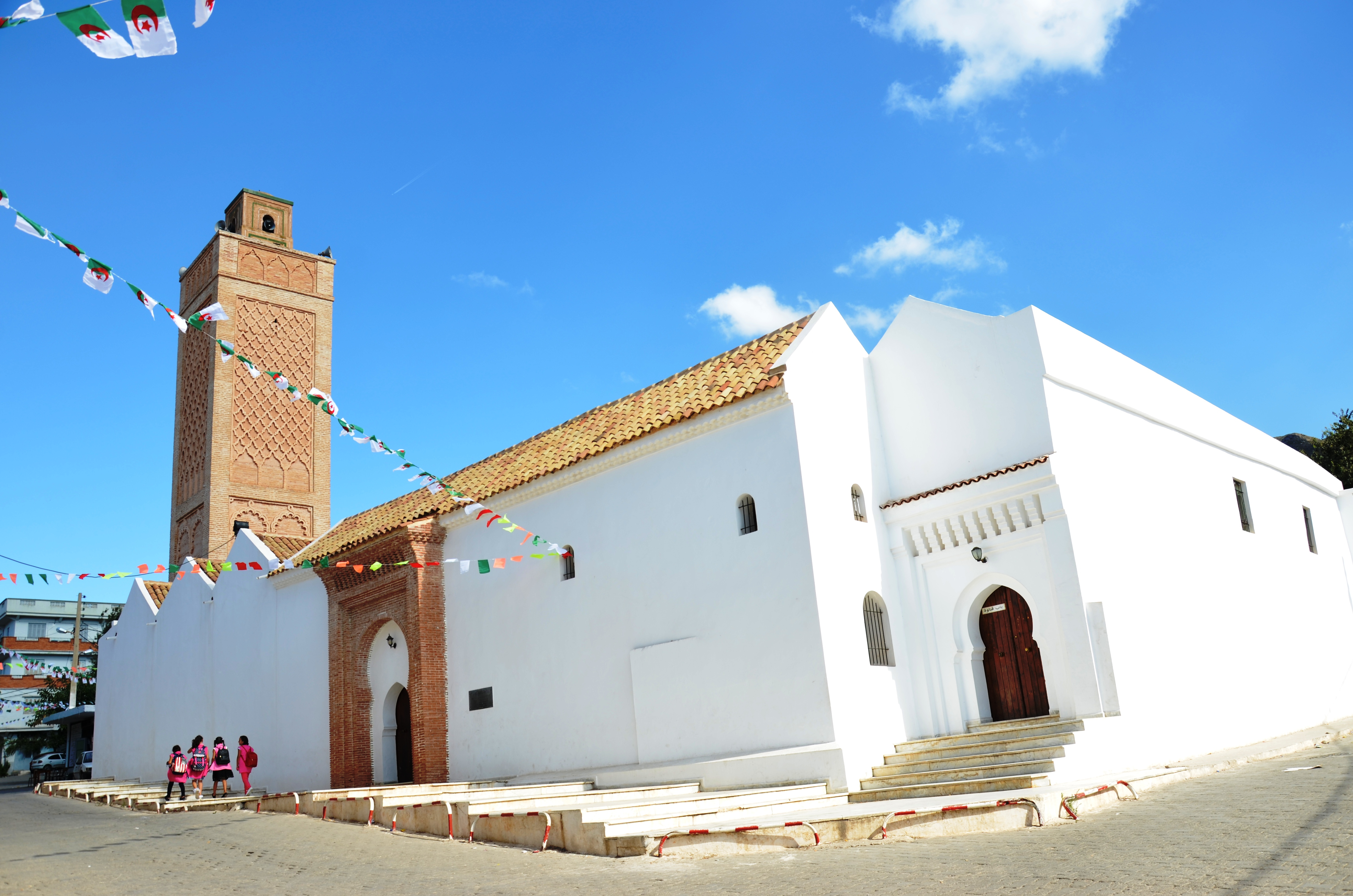
Le minaret de la Grande Mosquée de Nedroma, date de la période zianide.

Le royaume Abd al-wadide présente des traits religieux proches de ceux du Maghreb extrême et de l'Ifriqiya : l'orthodoxie religieuse y règne à peu près partout sous la forme du rite malékite aux XIIe, XIVe, et XVe siècles. En tant que centre d'études musulmanes, Tlemcen est toute pénétrée graduellement de ce mysticisme oriental qui finit par triompher dans tout l'Occident musulman en réaction contre l'invasion étrangère qui commence par l'installation des Portugais à Ceuta en 1415 et qui amène les Espagnols à reconquérir tout Al-Andalus en 1492.
Quant au culte des saints, à Tlemcen, on vénère Sidi Wahhab, le compagnon du Prophète qui, venu à la suite de Uqba Ibn Nafi, aurait été enterré dans la ville ; on vénère également Sidi al-Dawdi, le grand saint du Xe siècle et surtout Sidi Bou Madyan, le « Maître du pays », le saint dont le tombeau attire des pèlerins de tout le Maghreb. Enfin, le sultan Abu Zayyan II (1394-1399) compose lui-même un traité sur la religion, exaltant le soufisme
À Tlemcen, il est alors courant que les princes, dont les corps sont destinés à une nécropole donnée, réservent dans celle-ci une place aux hommes qu'ils ont vénérés de leur vivant. Un bon exemple est la dépouille du savant al-Marzuk, mystique, théologien et grammairien, inhumé en 1439 dans le cimetière destiné à l'origine aux sultans de Tlemcen. Et le culte de ce saint homme a survécu à la renommée profane des souverains du pays : dans les traditions populaires actuelles, Yaghmoracen Ibn Ziane le fondateur de la dynastie est juste un nom peu connu auquel ne s'attache aucun souvenir, au contraire de Sidi Marzuk ou Sidi Bou Madyan dont les mémoires sont encore vives.

## Armée
L'armée zianide dérivait de l'armée almohade, néanmoins, aucun noyau almohade n'y subsistait. La composition de l'effectif militaire illustre deux groupes : Des Berbères et des « étrangers » : Orientaux, Andalous, Chrétiens. L'élément principal était cela dit celui fourni part les tribus. Les contingents étaient donc très variables, leur nombre dépendait du degré de soumission de chaque tribu et des péripéties qui pourront les mettre hors de l'autorité monarchique. Devant les fluctuations de la politique, certaines tribus préféraient parfois servir aux ordres des Hafsides ou des Mérinides. Ce fut en particulier, le cas du groupe zénète des Banu Tudjin qui collabora, au XIIIe siècle, avec les souverains Hafsides Abou Zakariya Yahya (1228-1249) et al-Mustansir (1249-1277). Beaucoup plus important et sûr était l'appui militaire des Arabes nomades. Leur intervention fut souvent primordiale dans les guerres inter-berbères.
L'efficacité de l'armée tlemcénienne reste donc très réduite par les fluctuations et l'incertitude de son recrutement d'où l'appel à des contingents plus fixes venus de l'étranger. Il est attesté s'agissant du Maghreb et de Al-Andalus que l'usage troupes mercenaires chrétiennes dans les luttes internes est un fait récurrent. À Tlemcen, une milice chrétienne apparait pour la première fois (selon la documentation) peu après l'arrivée au pouvoir de Yaghmoracen Ibn Ziane. Ses origines sont liées à l'incorporation de quelque 2 000 soldats chrétiens issus de l'armée almohade, armée ayant été sévèrement battue à la bataille de Las Navas de Tolosa.